# Vailets de l'Empordà
Els Vailets de l'Empordà van ser una colla castellera de Castelló d'Empúries, a l'Alt Empordà, fundada l'any 2012 i dissolta el 2022. El color de les seves camises era el blau cel i els castells més importants que van assolir són el 5 de 7, el 4 de 7 amb l'agulla, el 3 de 7 amb l'agulla, el 3 de 7 i el 4 de 7. Van ser la tercera colla de la comarca, després de la Colla Castellera de Figueres (1996) i els llavors ja desapareguts Castellers de l'Albera (1995–2004).

## Història
Es va fundar el novembre de l'any 2012. El dia 8 de desembre es van iniciar els assajos oficialment, tot i tenir les festes nadalenques pel mig, l'entrada de gent nova va ser constant. La primera actuació dels Vailets va ser el dia dos de febrer, Festa Major del municipi de Castelló, on es van oferir als castellonins dos pilars de quatre.
El març de 2013 es van alçar dos pilars de 4 a la II Duatló de la Muga i el diumenge següent, tota la colla dels Vailets de l'Empordà es va desplaçar a la Mare de Déu del Mont a fer l'ofrena d'inici de la seva primera temporada. El 8 d'abril del 2013 la junta de la Coordinadora de Colles Castelleres de Catalunya (CCCC) aprova l'admissió de la formació com a colla en formació. El 26 de maig de 2013, en una actuació amb motiu del 5è Aniversari del Gran Cafè Empuriabrava, la colla descarrega per primera vegada tres castells de sis pisos en una mateixa actuació. S'assoleix per primer cop el 4 de 6 i el 4 de 6 amb l'agulla, a més de fer-hi el 3 de 6.
El bateig de la colla tingué lloc el 30 de març del 2014 a la plaça de Jacint Verdaguer de Castelló d'Empúries, juntament amb els Minyons de Terrassa i els Marrecs de Salt, padrins de l'agrupació. En aquella diada van descarregar per primera vegada el 2 de 6 i el primer castell de set pisos, el 4 de 7. El 7 d'abril del 2014 va ser admesa com a membre de ple dret de la CCCC.
L'any 2019 van fer les seves darreres actuacions. La Pandèmia de COVID-19 va comportar l'aturada de tot el món casteller, i després els Vailets no van ser capaços de recuperar l'activitat anterior. Després d'un temps buscant una sortida que els permetés tornar a les places, van haver de tancar la seva etapa com a colla castellera. A desembre de 2022 van comunicar la seva dissolució a la CCCC.

## Castells
La taula de continuació mostra la data, la diada i la plaça en què per primera vegada van descarregar o carregar cadascuna de les construccions que la colla va assolir a plaça, ordenades cronològicament.
| Construcció         | Data                   | Diada                                    | Plaça                                          |
| ------------------- | ---------------------- | ---------------------------------------- | ---------------------------------------------- |
| 5 de 7              | 8 de novembre de 2015  | Diada de final de temporada              | Plaça de Jacint Verdaguer, Castelló d'Empúries |
| 7 de 6              | 8 de novembre de 2014  | Diada de final de temporada              | Plaça de Jacint Verdaguer, Castelló d'Empúries |
| 3 de 7 amb l'agulla | 28 de setembre de 2014 | XXV Concurs de castells de Tarragona     | Plaça del Castell, Torredembarra               |
| 4 de 7 amb l'agulla | 25 de maig de 2014     | 6è Aniversari del Gran Cafè Empuriabrava | Empuriabrava, Castelló d'Empúries              |
| 3 de 7              | 25 de maig de 2014     | 6è Aniversari del Gran Cafè Empuriabrava | Empuriabrava, Castelló d'Empúries              |
| 2 de 6              | 30 de març de 2014     | Diada del bateig                         | Plaça de Jacint Verdaguer, Castelló d'Empúries |
| 4 de 7              | 30 de març de 2014     | Diada del bateig                         | Plaça de Jacint Verdaguer, Castelló d'Empúries |
| 4 de 6 amb l'agulla | 26 de maig de 2013     | 5è Aniversari del Gran Cafè Empuriabrava | Empuriabrava, Castelló d'Empúries              |
| 4 de 6              | 26 de maig de 2013     | 5è Aniversari del Gran Cafè Empuriabrava | Empuriabrava, Castelló d'Empúries              |